# Guy Black, Baron Black of Brentwood

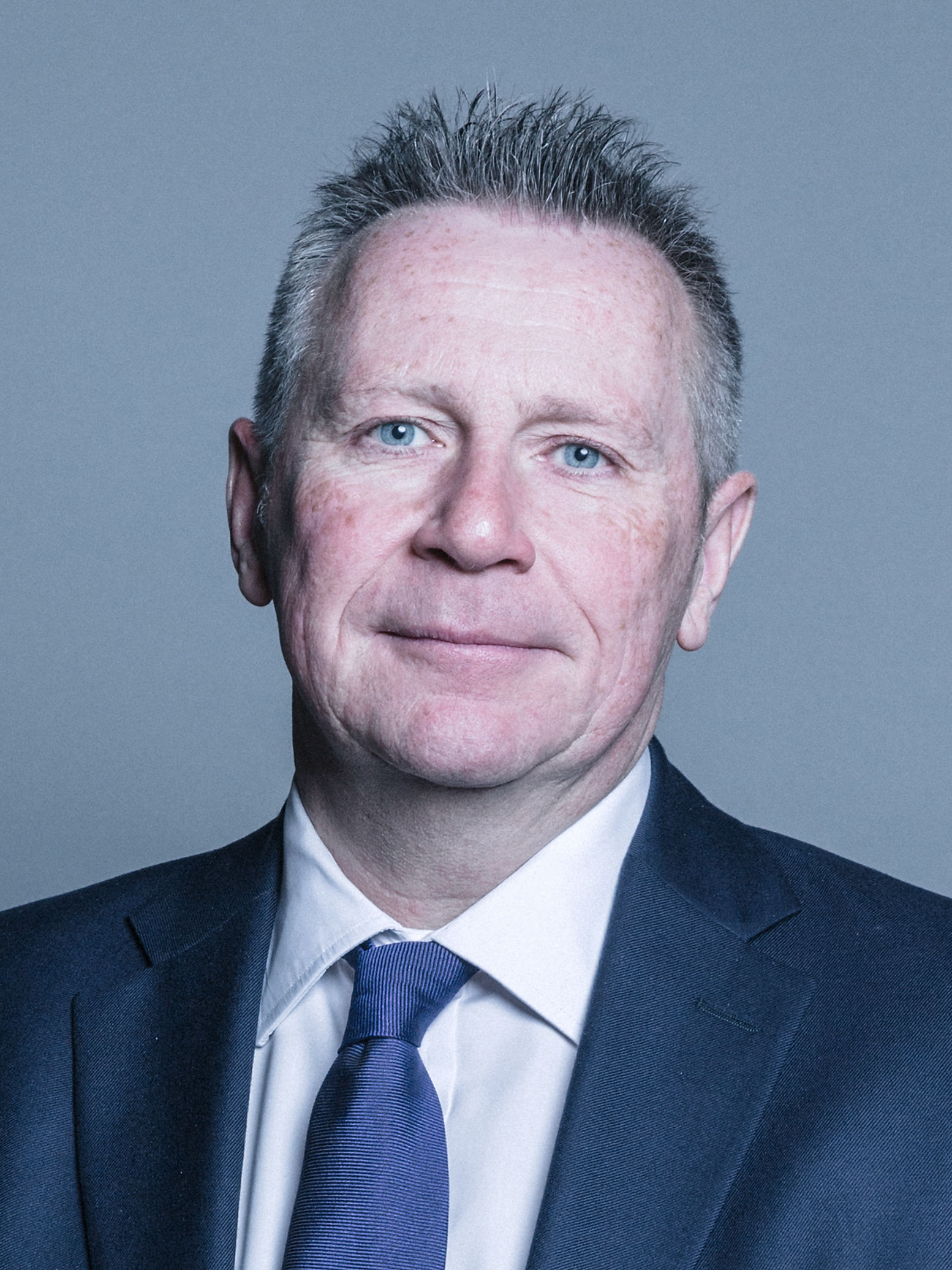
Guy Black, Baron Black of Brentwood

Guy Vaughan Black, Baron Black of Brentwood (* 6. August 1964 in Chelmsford, Essex) ist ein britischer Politiker (Conservative Party) und Life Peer. Er ist seit September 2005 Geschäftsführender Direktor (Executive Director) der Telegraph Media Group.

## Leben und Karriere
Black wurde als älterer von Zwillingen geboren. Er wuchs in Brentwood, Essex auf und besuchte dort die Brentwood School. Er studierte am Peterhouse College der University of Cambridge. Er graduierte dort 1985 mit einem Double First-Class Honours-Abschluss im Fach Geschichte; zuvor hatte er den Sir-Herbert-Butterfield-Preis für Geschichte gewonnen.
Seine berufliche Karriere umfasst Tätigkeiten in der Politik und in den Medien. Von 1985 bis 1986 war er als Berater im Bereich Firmenkundengeschäft (Corporation Banking Division) bei der Barclays Bank (BZW) tätig. Seine erste politische Berufstätigkeit war von 1986 bis 1989 im Conservative Research Department, welches er verließ, um Sonderberater (Special Advisor) des Energieministers (Secretary of State for Energy) John Wakeham zu werden, der zu diesem Zeitpunkt die Privatisierung der Stromindustrie vorantrieb. Von 1988 bis 1992 war Black Ratsmitglied (Councillor) des Brentwood District Council. Nach der Unterhauswahl 1992 war er vier Jahre im Öffentlichen Dienst tätig. Von 1992 bis 1994 war er Finanzdirektor (Account Director) bei der Lobby-Firma Westminster Strategy in London; von 1994 bis 1996 war er Stellvertretender Direktor (Associate Director) von Lowe Bell Good Relations, einer Marketing- und Public Relations-Firma. 1996 wurde er wieder für John Wakeham als Direktor der Press Complaints Commission (PCC) tätig. Während dieser Zeit war er für die Verschärfung des Verhaltenskodexes (Code of Practice) der Presse nach dem Tod von Diana, Princess of Wales 1997 und für den Schutz der Privatsphäre der Prinzen William und Harry tätig. Während der Verabschiedung des Human Rights Act kämpfte er erfolgreich für einen besonderen Schutz der Freiheit der Rede.
Im Dezember 2003 wurde er Kommunikationsdirektor (Director of Communications) der Conservative Party und Pressesekretär des Oppositionsführers Michael Howard. Er kehrte nach der Unterhauswahl 2005 in den Bereich Medien zurück und trat im September 2005 in die Telegraph Media Group als Executive Director ein. Im September 2009 wurde er Vorsitzender (Chairman) des Press Standards Board of Finance, der für die Finanzierung der PCC und für die Überwachung des Selbstregulierungssystems der Presse verantwortlichen Körperschaft.
Er ist Direktor (Director) des Advertising Standards Board of Finance (ASBOF), welches eine ähnliche Rolle bei der Gründung der Advertising Standards Authority (ASA) spielte. Black ist seit 2009 Vorsitzender (Chairman) des Commonwealth Press Union Media Trust, welcher sich für den Erhalt und den Ausbau der Pressefreiheit innerhalb des Commonwealth einsetzt. Er ist seit 2007 Mitglied des Treuhandrates (Trustee) des Imperial War Museum und wurde 2009 zum Mitglied des Verwaltungsrates (Council) des Royal College of Music ernannt. 2010 wurde er Mitglied der The Guild of St Bride's, Fleet Street. Bis zu seinem Rücktritt im Januar 2009 war er Mitglied des Treuhandrates (Trustee) der Sir Edward Heath Charitable Foundation.

## Mitgliedschaft im House of Lords
Black wurde am 9. Juli 2010 zum Life Peer als Baron Black of Brentwood, of Brentwood in the County of Essex, ernannt. Seine offizielle Einführung ins House of Lords erfolgte am 13. Juli 2010 mit Unterstützung von John Wakeham und Jonathan Marland, Baron Marland. Seine Antrittsrede hielt Black am 21. Juli 2010 zur Rolle von älteren Frauen in der Gesellschaft und den besonderen Problemen, die durch Osteoporose verursacht werden.
Als Themen von politischem Interesse nennt er auf der Webseite des Oberhauses Medien und Kultur, Gesundheit, Bildung, Energiepolitik und Tierschutz. Als Staaten von Interesse gibt er die Staaten des Commonwealth und Italien an.
Black ist Mitglied der Association of Conservative Peers. In einer Rede im House of Lords am 25. November 2010 wandte er sich massiv gegen den Gebrauch von „Erfolgshonoraren“ (Conditional Fee Agreements) in Rechtsfällen, die den Schutz der Privatsphäre und den Tatbestand der Verleumdung betreffen. Er sagte: „Derzeit gibt es keine schlimmere Bedrohung der Pressefreiheit und des Rechts auf Informationsfreiheit als die uneingeschränkte Nutzung von Conditional Fee Agreements durch Klägeranwälte, unterstützt von der toxischen Kombination von 100 %-Erfolgsprämien und nachträglichen Haftpflichtversicherungen“.
Black ist an Sitzungstagen relativ regelmäßig anwesend.

## Weitere Ämter
Beim Mayor of London's Fund for Young Musicians ist er Mitglied des Treuhandrates (Trustee). Er ist Vizepräsident auf Lebenszeit (Life Vice-President) der Northern Ireland Schools Debating Competition. Er ist Schirmherr und Förderer (Patron) der Peterhouse Politics Society.

## Ehrungen
1997 wurde Black Fellow der Royal Society of Arts. Außerdem ist er Mitglied des Chartered Institute of Public Relations seit 2007.

## Privates
Black heiratete am 11. Februar 2006 in der Islington Town Hall in einer standesamtlichen Zeremonie, an der zahlreiche Vertreter aus der Politik und den Medien teilnahmen, seinen langjährigen Lebensgefährten Mark Bolland, den früheren stellvertretenden Privatsekretär (1997–2002) von Prinz Charles. Er lebt seitdem mit ihm in einer eingetragenen Lebenspartnerschaft. Trauzeugen waren Murdoch MacLennan (Chief Executive der Telegraph Media Group) und Rebekah Brooks, damals Herausgeberin der Boulevardzeitung The Sun.
Seine privaten Interessen sind Musik und Musikmachen, Lesen (hauptsächlich historische Biografien), Wein und Reisen nach Umbrien.
Black ist der erste offen homosexuell lebende Peer der Conservative Party. Black setzt sich auch politisch für die Rechte von Homosexuellen ein; beispielsweise 2011 mit einer Kampagne gegen Homophobie beim Gipfeltreffen der Regierungschefs der Commonwealth-Staaten (Commonwealth Heads of Government Meeting) in Perth.